# Fiú légpisztoly a 2010. évi nyári ifjúsági olimpiai játékokon
A 2010. évi nyári ifjúsági olimpiai játékokon a sportlövészet fiú (10 méteres) légpisztoly versenyszámát augusztus 24-én rendezték meg a Singapore Sports Schoolban. A selejtező 9:00-kor, a döntő 12:00-kor kezdődött.

## Selejtező
A selejtező első nyolc helyezettje jutott a döntőbe.
| H   | Név                    | Nemzet                 | Sorozat | Sorozat | Sorozat | Sorozat | Sorozat | Sorozat | Összesen | X  |
| H   | Név                    | Nemzet                 | 1       | 2       | 3       | 4       | 5       | 6       | Összesen | X  |
| --- | ---------------------- | ---------------------- | ------- | ------- | ------- | ------- | ------- | ------- | -------- | -- |
| 1.  | Denys Kushnirov        | Ukrajna (UKR)          | 96      | 98      | 94      | 97      | 96      | 97      | 578      | 24 |
| 2.  | Felipe Almeida Wu      | Brazília (BRA)         | 97      | 96      | 94      | 95      | 96      | 98      | 576      | 26 |
| 3.  | Jia Xiayong            | Kína (CHN)             | 95      | 96      | 96      | 93      | 95      | 97      | 572      | 21 |
| 4.  | Nikolai Kilin          | Oroszország (RUS)      | 98      | 99      | 95      | 94      | 92      | 94      | 572      | 20 |
| 5.  | Jindrich Dubovy        | Csehország (CZE)       | 95      | 92      | 98      | 96      | 97      | 93      | 571      | 20 |
| 6.  | Aliaksei Horbach       | Fehéroroszország (BLR) | 95      | 96      | 93      | 95      | 95      | 97      | 571      | 15 |
| 7.  | Daehan Choi            | Dél-Korea (KOR)        | 92      | 97      | 96      | 95      | 96      | 95      | 571      | 12 |
| 8.  | Philipp Kaefer         | Németország (GER)      | 92      | 94      | 97      | 95      | 96      | 96      | 570      | 13 |
| 9.  | Stefan Rares Ion       | Románia (ROU)          | 95      | 94      | 96      | 94      | 93      | 92      | 564      | 12 |
| 10. | Romik Vardumyan        | Örményország (ARM)     | 96      | 91      | 94      | 92      | 94      | 96      | 563      | 13 |
| 11. | Raef Tawfik            | Egyiptom (EGY)         | 94      | 95      | 94      | 93      | 94      | 92      | 562      | 8  |
| 12. | Sepehr Safariboroujeni | Irán (IRI)             | 92      | 95      | 94      | 95      | 94      | 91      | 561      | 10 |
| 13. | Vincent Jeanningros    | Franciaország (FRA)    | 90      | 93      | 95      | 93      | 92      | 97      | 560      | 8  |
| 14. | Julio Nava             | Mexikó (MEX)           | 94      | 92      | 93      | 93      | 92      | 95      | 559      | 9  |
| 15. | Shao Chien Tien        | Tajvan (TPE)           | 93      | 92      | 95      | 96      | 89      | 94      | 559      | 9  |
| 16. | Elia Andruccioli       | San Marino (SMR)       | 95      | 90      | 91      | 92      | 95      | 91      | 554      | 13 |
| 17. | Janek Janski           | Ausztrália (AUS)       | 89      | 92      | 94      | 91      | 92      | 96      | 554      | 12 |
| 18. | Wen Yi Wu              | Szingapúr (SIN)        | 89      | 90      | 89      | 94      | 94      | 90      | 546      | 10 |
| 19. | Solomon Borisov        | Bulgária (BUL)         | 90      | 89      | 92      | 85      | 92      | 90      | 538      | 6  |
| 20. | Bartók Csaba           | Magyarország (HUN)     | 89      | 88      | 88      | 88      | 91      | 84      | 528      | 5  |

## Döntő
| H     | Név               | Nemzet                 | Hozott pontok | Sorozat | Sorozat | Sorozat | Sorozat | Sorozat | Sorozat | Sorozat | Sorozat | Sorozat | Sorozat | E     | V     |
| H     | Név               | Nemzet                 | Hozott pontok | 1       | 2       | 3       | 4       | 5       | 6       | 7       | 8       | 9       | 10      | E     | V     |
| ----- | ----------------- | ---------------------- | ------------- | ------- | ------- | ------- | ------- | ------- | ------- | ------- | ------- | ------- | ------- | ----- | ----- |
| Arany | Denys Kushnirov   | Ukrajna (UKR)          | 578           | 10.2    | 9.1     | 9.5     | 9.8     | 9.7     | 9.8     | 10.0    | 10.0    | 10.5    | 9.7     | 98.3  | 676.3 |
| Ezüst | Felipe Almeida Wu | Brazília (BRA)         | 576           | 9.2     | 10.1    | 10.2    | 10.4    | 10.3    | 9.9     | 9.0     | 10.7    | 9.7     | 10.5    | 100.0 | 676.0 |
| Bronz | Daehan Choi       | Dél-Korea (KOR)        | 571           | 9.4     | 9.7     | 9.2     | 10.7    | 10.8    | 9.7     | 10.2    | 9.7     | 10.6    | 10.6    | 100.6 | 671.6 |
| 4.    | Aliaksei Horbach  | Fehéroroszország (BLR) | 571           | 10.1    | 9.9     | 10.1    | 9.8     | 10.6    | 10.3    | 9.1     | 10.5    | 9.7     | 9.7     | 99.8  | 670.8 |
| 5.    | Philipp Kaefer    | Németország (GER)      | 570           | 10.1    | 9.9     | 10.6    | 9.7     | 10.5    | 9.1     | 9.9     | 10.1    | 9.6     | 10.6    | 100.1 | 670.1 |
| 6.    | Jindrich Dubovy   | Csehország (CZE)       | 571           | 10.5    | 10.0    | 9.7     | 9.2     | 10.0    | 10.1    | 10.2    | 10.2    | 10.3    | 8.6     | 98.8  | 669.8 |
| 7.    | Jia Xiayong       | Kína (CHN)             | 572           | 9.5     | 9.2     | 10.5    | 9.3     | 9.7     | 9.7     | 10.0    | 9.4     | 9.9     | 10.0    | 97.2  | 669.2 |
| 8.    | Nikolai Kilin     | Oroszország (RUS)      | 572           | 9.9     | 10.0    | 8.8     | 8.9     | 10.4    | 10.2    | 9.6     | 9.9     | 9.6     | 9.5     | 96.8  | 668.8 |

## Fordítás
Ez a szócikk részben vagy egészben  a   Shooting at the 2010 Summer Youth Olympics – Boys' 10 metre air pistol című angol Wikipédia-szócikk fordításán alapul.  Az eredeti cikk szerkesztőit annak laptörténete sorolja fel. Ez a jelzés csupán a megfogalmazás eredetét és a szerzői jogokat jelzi, nem szolgál a cikkben szereplő információk forrásmegjelöléseként.